# 伍迪·索德贝里
伍迪·索德贝里（英語：Woody Sauldsberry，1934年7月11日—2007年9月3日），美国NBA联盟前职业篮球运动员。